# Societat de Caçadors l'Harmonia d'Horta
La Societat de Caçadors l'Harmonia d'Horta és una associació de caçadors d'Horta, Barcelona. És membre de la Federació Catalana de Caça.
Es va crear el 1921, a l'època rural d'Horta, quan abundaven els conills a la zona. Més endavant van haver d'anar fins als boscos de Collserola, establint la seva seu a la Quadra de Valldaura (Can Cerdà), on el 1931 van comprar un terreny i hi van construir un senzill alberg, que el 1954 van substituir per una construcció més sòlida. El 1954 van organitzar el I Concurs de Tir al Plat, als camps d'Horta.
Actualment la seu està ubicada al Foment Hortenc. Participa en les batudes de porc senglar a Collserola.